# Proechimys guyannensis
Proechimys guyannensis là một loài động vật có vú trong họ Echimyidae, bộ Gặm nhấm. Loài này được E. Geoffroy mô tả năm 1803.